# 拉塞爾斯普林斯鎮區 (堪薩斯州洛根縣)
拉塞爾斯普林斯鎮區（英語：Russell Springs Township）為美國堪薩斯州洛根縣轄下的鎮區。2010年美国人口普查中此鎮區人口有50人。

## 地理
拉塞爾斯普林斯鎮區涵蓋總面積為278.8平方（107.65平方英里），其中陸地面積為278.8平方（107.63平方英里），水域面積為0.052平方（0.02平方英里）或0.02%。

## 人口統計
根據2010年美國人口普查，拉塞爾斯普林斯鎮區人口有50人，其中男性有27人，女性有23人，人口密度為每平方公里0.18人，住房計43戶。鎮區內的白人有41人，非裔美國人有0人，美洲原住民有0人，亞裔美國人有0人，太平洋島裔美國人有0人，其他種族有8人，混血種族則有1人。此外鎮區內有8人為西班牙裔或拉丁裔美國人。此鎮區之年齡中位數為49.5歲，而男性年齡中位數為39.5歲，女性年齡中位數為50.5歲。

## 交通

### 主要公路
- 25號堪薩斯州州道